# Margaret Hayes
Pour les articles homonymes, voir Hayes.
Margaret Hayes (parfois créditée Maggie Hayes) est une actrice américaine, née Florette Regina Ottenheimer le 5 décembre 1916 à Baltimore (Maryland), morte le 26 janvier 1977 à Miami Beach (Floride).

## Biographie
Sous le premier pseudonyme de Dana Dale, elle débute au théâtre à Broadway (New York) en 1938 (dans Bright Rebel, avec John Cromwell) et au cinéma dans six films sortis en 1940.
Adoptant ensuite le second pseudonyme de Margaret Hayes, elle contribue à quatorze autres films américains sortis de 1941 à 1943. Parmi eux, mentionnons Les Voyages de Sullivan de Preston Sturges (1941, avec Joel McCrea et Veronica Lake) et La Clé de verre de Stuart Heisler (1942, avec Alan Ladd et Veronica Lake).
Puis, retirée un temps du grand écran, elle y revient dans quatorze derniers films. Les deux premiers, sortis en 1955, sont Graine de violence de Richard Brooks (avec Glenn Ford et Anne Francis) et Les Inconnus dans la ville de Richard Fleischer (avec Victor Mature et Richard Egan). Le suivant est Le Fond de la bouteille d'Henry Hathaway (1956, avec Van Johnson et Ruth Roman). Ses deux ultimes films sortent en 1962.
Au théâtre à Broadway, elle joue dans quatre nouvelles pièces, les deux premières représentées en 1945 et 1946 (dont une adaptation du roman Les Quatre Filles du docteur March de Louisa May Alcott), les deux dernières en 1962 et 1964 (année où elle met un terme définitif à sa carrière d'actrice).
À la télévision enfin, Margaret Hayes apparaît pour la première fois dans un téléfilm diffusé en 1946 (en fait, une représentation téléfilmée de la pièce pré-citée Les Quatre Filles du docteur March). Puis elle contribue à cinquante séries entre 1950 et 1964, dont Perry Mason (quatre épisodes, 1957-1963) et Flipper le dauphin (son avant-dernière série, deux épisodes, 1964).
Elle meurt prématurément en 1977, d'un cancer doublé d'une hépatite virale.

## Théâtre à Broadway
- 1938-1939 : Bright Rebel de Stanley Young : Lady Jersey
- 1945 : Happily Ever After de Donald Kirkley et Howard Burman, mise en scène de Crane Wilbur : Rita Collins
- 1945-1946 : Les Quatre Filles du docteur March (Little Women), adaptation par Marian de Forest du roman éponyme de Louisa May Alcott : Jo March
- 1962 : Step on a Crack de Bernard Evslin : Maggie McCoy
- 1964 : Fair Game for Lovers de Richard Dougherty : Maggie Becker

## Filmographie partielle

### Au cinéma
- 1940 : The Man Who Talked Too Much de Vincent Sherman : La secrétaire du gouverneur
- 1940 : Tugboat Annie Sails Again (en) de Lewis Seiler : Rosie
- 1940 : Ville conquise (City for Conquest) d'Anatole Litvak : Sally
- 1941 : La Folle Alouette (Skylark) de Mark Sandrich : La réceptionniste
- 1941 : Louisiana Purchase (en) d'Irving Cummings : Louisiana Belle
- 1941 : Les Voyages de Sullivan (Sullivan's Travels) de Preston Sturges : La secrétaire
- 1941 : The Night of January 16th de William Clemens
- 1941 : Dans le vieux Colorado (it) (In Old Colorado) d'Howard Bretherton : Myra Woods
- 1942 : La Clé de verre (The Glass Key) de Stuart Heisler : Eloise Matthews
- 1942 : Mon secrétaire travaille la nuit (Take a Letter, Darling) de Mitchell Leisen : Sally French
- 1942 : Espionne aux enchères (The Lady Has Plans) de Sidney Lanfield : Rita Lenox
- 1943 : They Got Me Covered de David Butler : Lucille
- 1955 : Graine de violence (Blackboard Jungle) de Richard Brooks : Lois Judy Hammond
- 1955 : Les Inconnus dans la ville (Violent Saturday) de Richard Fleischer : Mme Emily Fairchild
- 1956 : Le Fond de la bouteille (The Bottom of the Bottle) d'Henry Hathaway : Lil Breckinridge
- 1957 : Les Amours d'Omar Khayyam (Omar Khayyam) de William Dieterle : La reine Zarada
- 1958 : Girl in the Woods (en) de Tom Gries : Bell Cory
- 1958 : Police vendue à Brooklyn (en) (The Case Against Brooklyn) de Paul Wendkos : Lil Alexander-Polombo
- 1958 : Tonnerre sur Berlin (Fräulein) de Henry Koster : Lieutenant Berdie Dubbin
- 1959 : Terre de violence (Good Day for a Hanging) de Nathan Juran : Ruth Granger
- 1959 : The Beat Generation de Charles F. Haas : Joyce Greenfield
- 1962 : Lutte sans merci (13 West Street) de Philip Leacock : Mme Landry

### À la télévision
(séries, sauf mention contraire)
- 1946 : Les Quatre Filles du docteur March (Little Women), téléfilm d'Ernest Colling : Jo March
- 1956 : Cheyenne
  - Saison 2, épisode 8 The Trap : Iris Danner
- 1957-1963 : Perry Mason, première série
  - Saison 1, épisode 3 The Case of the Nervous Accomplice (1957) de William D. Russell : Sybil Granger
  - Saison 3, épisode 24 The Case of the Ominous Outcast (1960) d'Arthur Miller : Vivian Bell
  - Saison 4, épisode 7 The Case of the Clumsy Clown (1960) d'Andrew V. McLaglen : Joyce Gilbert
  - Saison 7, épisode 6 The Case of the Reluctant Model (1963) de Jesse Hibbs : Leslie Rankin
- 1961 : Rawhide
  - Saison 3, épisode 29 Une nuit au bal (Incident of the Night on the Town) : Mme North
- 1961 : Bonanza
  - Saison 3, épisode 9 The Countess de Robert Sparr : Lady Linda Chadwick
- 1962 : Le Gant de velours (The New Breed)
  - Saison unique, épisodes 18 et 19 Policemen Die Alone, Parts I & II : Eve Steiner
- 1962 : 77 Sunset Strip
  - Saison 4, épisode 24 Twice Dead : Connie Lansing
- 1964 : Les Accusés (The Defenders)
  - Saison 3, épisode 16 Blacklist de Stuart Rosenberg : Maggie Daly
- 1964 : Flipper le dauphin (Flipper)
  - Saison 1, épisodes 12 et 13 La Femme et le Dauphin, 1re et 2e parties (Lady and the Dolphin, Parts I & II) : Helen Browning